# Меган
Ме́ган (англ. Megan з варіантами англ. Meghan, Meagan, Megyn, Meaghan тощо) — валлійське жіноче особове ім'я, що походить від скороченої форми Меґ (англ. Meg) або Меґґі (англ. Meggie) імені Маргарет (англ. Margaret). Меган — одне з найпопулярніших валлійських імен в Уельсі та Англії. Воно зазвичай скорочується до Меґ. Тепер переважно використовується як самостійне ім'я, а не як скорочена форма імені Маргарет.
Меган було одним з найпопулярніших особових імен дівчаток в англомовних країнах у 1990-х з досягненням піку у 1990-му в Сполучених Штатах Америки і у 1999-му у Великій Британії. Приблизно 54 % осіб з іменем Меган народились у США у 1990-му або пізніше.
Відомі носії імені:
- Меган Агоста-Марсіано (англ. Meghan Agosta-Marciano; нар.1987) — канадська хокеїста, триразова олімпійська чемпіонка (2006, 2010, 2014).
- Меган Бун (англ. Megan Boone; нар. 1983) — американська акторка.
- Меган Галлагер (англ. Megan Gallagher; нар. 1960) — американська акторка.
- Меган Гант (англ. Dr. Megan Hunt) — вигаданий персонаж американського телесеріалу «Тіло як доказ».
- Меган, герцогиня Сассекська (англ. Meghan, Duchess of Sussex, уроджена Рейчел Меган Маркл, англ. Rachel Meghan Markle; нар. 1981) — американська акторка та модель.
- Меган Годж (англ. Megan Hodge; нар. 1988) — американська волейболістка, олімпійська медалістка (2012).
- Меган Дюамель (англ. Meagan Duhamel; нар. 1985) — канадська фігуристка, олімпійська чемпіонка (2018) та медалістка (2014, 2018)
- Меган Келмоу (англ. Megan Kalmoe; нар. 1983) — американська веслувальниця, олімпійська медалістка (2012).
- Меган Люкан (англ. Megan Lukan; нар. 1992) — канадська регбіста, олімпійська медалістка (2016).
- Меган Маллаллі (англ. Megan Mullally; нар. 1958) — американська акторка, комедіантка, телеведуча і співачка.
- Меган Міккелсон (англ. Meaghan Mikkelson; нар. 1987) — канадська хокеїста, дворазова олімпійська чемпіонка (2010, 2014).
- Меґан Міранда (англ. Megan Miranda; нар.?) — американська письменниця детективних романів для підлітків і дорослих.
- Меган Монтанер (ісп. Megan Gracia Montaner; нар. 1987) — іспанська акторка та фотомодель.
- Меган Мусніцькі (англ. Meghan Musnicki; нар. 1983) — американська веслувальниця, олімпійська чемпіонка (2012).
- Меган Орі (англ. Meghan Ory; нар. 1982) — канадська акторка кіно і телебачення.
- Меган Прескотт (англ. Megan "Meg" Prescott; нар.1991) — англійська акторка.
- Меган Рапіноу (англ. Megan Rapinoe; нар. 1985) — американська футболістка, олімпійська чемпіонка (2012).
- Меган Рат (англ. Meaghan Rath; нар. 1986) — канадська кіно- і телеакторка.
- Меган Трейнор (англ. Meghan Elizabeth Trainor; нар. 1993) — американська співачка, авторка пісень і продюсер.
- Меган Фокс (англ. Megan Denise Fox; нар. 1986) — американська акторка та модель.
- Меган Шонессі (англ. Meghann Shaughnessy; нар. 1979) — колишня американська професійна тенісистка.
- Меган Янг (англ. Megan Lynne Young; нар. 1990) — переможниця міжнародного конкурсу краси Міс Світу 2013.